# 重慶江北国際空港
重慶江北国際空港（じゅうけいこうほくこくさいくうこう）は中華人民共和国重慶市渝北区両路鎮に位置する国際空港。華夏航空、重慶航空、中国西部航空の本拠地であり、中国国際航空、中国南方航空、海南航空、四川航空、厦門航空、山東航空、天津航空、深圳航空、深圳東海航空のハブ空港である。

## 歴史
前身は1939年開業の白市駅空港。1990年に現空港開業後、軍用機能以外が移転した。
2017年8月には第3ターミナルが開業した。年間4,500万人の乗客が受け入れ可能となる。

## 就航路線
- 2012年5月9日より、フィンランド航空が世界の航空会社で初めてヨーロッパ（フィンランド・ヘルシンキ）と重慶間の直行便を、通年週4便で運航している。年間10万人程度がヨーロッパから重慶を訪れているが、ヨーロッパからの直行便はこれまでなかった[2]。
- 日本へは中国国際航空（CA/CCA）の成田便（週7便、上海浦東経由）があり、2014年7月19日からはLCCの春秋航空（9C/CQH）による関西国際空港への直行便（週3便）が就航することになった。2016年2月14日 春秋航空日本（IJ/SJO）による成田空港への便が就航（週4便）。2019年12月27日から中国国際航空（CA/CCA）の那覇への便が就航（週3便)。

### 国際線
| 航空会社             | 目的地 |
| -------------------- | --- |
| 中国国際航空         | 東京/成田、ソウル/仁川、台北/松山、台北/桃園、香港、ニャチャン、ドバイ、那覇                                           |
| 四川航空             | 台北/松山、セブ、ニャチャン、プーケット、シドニー                                                                      |
| 海南航空             | 大阪/関西、ヤンゴン、ニューヨーク/ジョン・F・ケネディ、ロサンゼルス、パリ/シャルル・ド・ゴール、 ローマ/フィウミチーノ |
| 厦門航空             | 大阪/関西 |
| 山東航空             | プノンペン、チェンマイ                                                                                                 |
| 重慶航空             | バンコク/スワンナプーム、シンガポール                                                                                  |
| 西部航空             | シンガポール |
| 天津航空             | メルボルン |
| アシアナ航空         | ソウル/仁川 |
| チャイナ・エアライン | 台北/桃園 |
| エバー航空           | 台北/松山 |
| ユニー航空           | 台北/桃園 |
| 香港航空             | 香港 |
| マカオ航空           | マカオ |
| ベトジェットエア     | フーコック |
| タイ・ライオン・エア | バンコク/ドンムアン(2025年10月26日より運航再開予定)、プーケット                                                        |
| タイ・エア・アジア   | バンコク/ドンムアン、クラビ                                                                                            |
| バンコクエアウェイズ | サムイ島 |
| マレーシア航空       | クアラルンプール |
| エアアジア X         | クアラルンプール |
| ファイアフライ       | ジョホールバル(2025年10月30日より運航開始予定)                                                                         |
| シルクエアー         | シンガポール |
| ライオン・エア       | デンパサール |
| モルディビアン       | バンコク/スワンナプーム、マレ                                                                                          |
| カタール航空         | ドーハ |
| フィンエアー         | ヘルシンキ |

### 定期路線一覧
2020年1月現在の就航地は以下の通り。

#### 国際線
東アジア
- 日本：東京/成田、大阪/関西、那覇
- 韓国：ソウル/仁川
- 台湾：台北/松山、台北/桃園
- 香港：香港
- マカオ：マカオ

東南アジア
- フィリピン：セブ
- ベトナム：ニャチャン、フーコック（2019年末から[6]）
- カンボジア：プノンペン
- タイ：バンコク/スワンナプーム、バンコク/ドンムアン、プーケット島、チェンマイ、クラビ、サムイ島
- マレーシア：クアラルンプール
- シンガポール：シンガポール
- インドネシア：デンパサール
- ミャンマー：ヤンゴン

南アジア
- モルディブ：マレ

中東
- アラブ首長国連邦：ドバイ
- カタール：ドーハ

北米
- アメリカ合衆国：ニューヨーク/ジョン・F・ケネディ、ロサンゼルス
- カナダ：トロント

ヨーロッパ
- フランス：パリ/シャルル・ド・ゴール
- イタリア：ローマ/フィウミチーノ
- フィンランド：ヘルシンキ

オセアニア
- オーストラリア：シドニー、メルボルン

### 運休・廃止路線

#### 国際線
東アジア
- 日本：名古屋/中部
- 韓国：大邱、済州
- 台湾：高雄、台中

東南アジア
- ベトナム：ダナン
- マレーシア：コタキナバル
- インドネシア：マナド

北米
- アメリカ合衆国：サンフランシスコ

ヨーロッパ
- イギリス：ロンドン/ガトウィック

オセアニア
- ニュージーランド：オークランド

## アクセス
- リムジンバス　上清寺（中山三路）方面 15元
- 江北空港駅（中国語版）
- 重慶軌道交通
  - 江北機場T2航站楼駅 : 3号線、10号線
  - 江北機場T3航站楼駅 : 10号線